# Motsai
Motsai /možda od pä-motsan, a loop in a stream; po drugima undercut bank, / jedna od lokalnih skupina Comanche Indijanaca iz Teksasa. Prema Mooneyu, Gotovo su uništeni 1845. u jednoj bici s Meksikancima. Ne smiju se pobrkati s bandom Kotsai.